# Werner Purgathofer

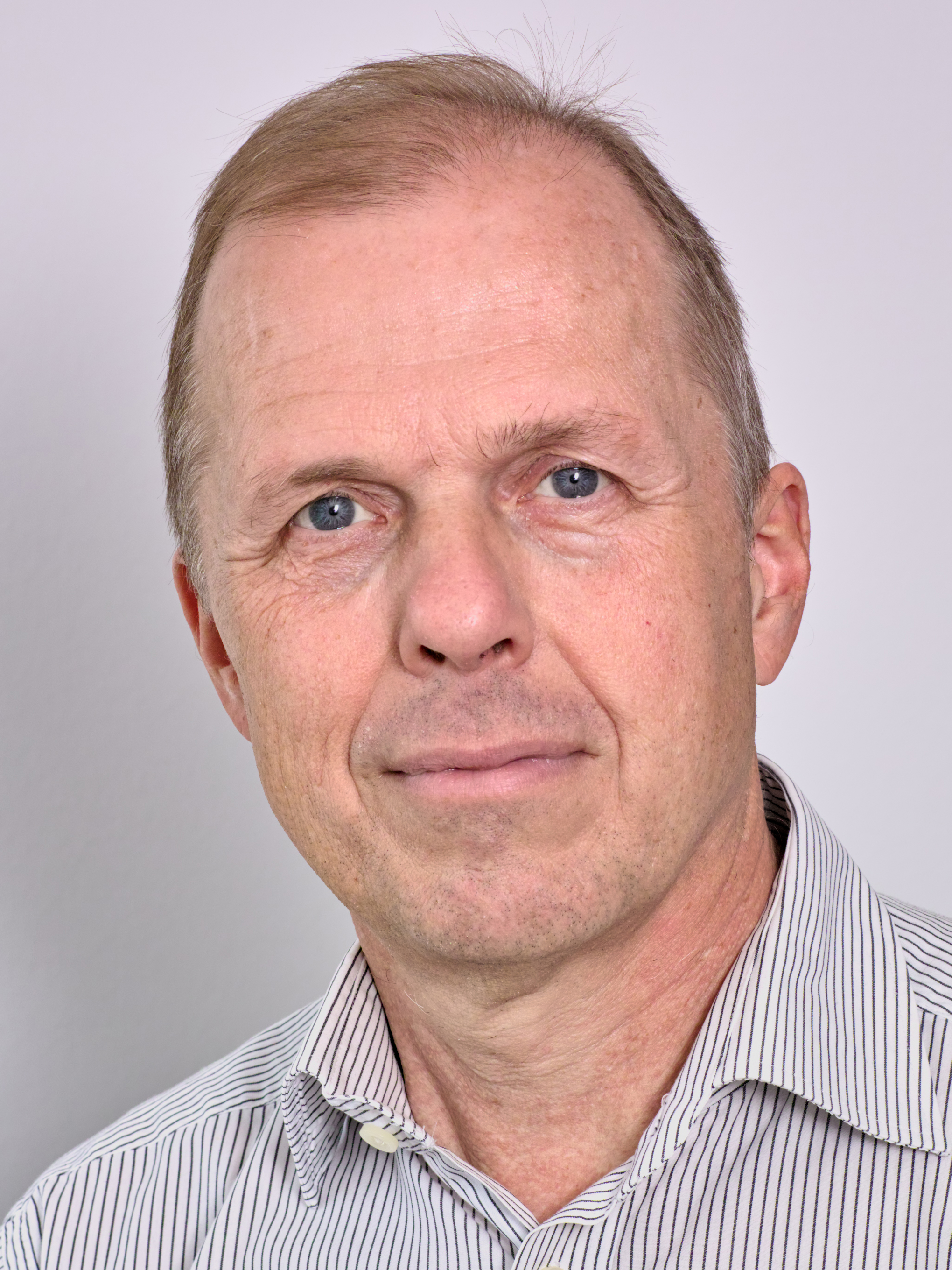
Werner Purgathofer

Werner Purgathofer (* 27. Oktober 1955 in Wien, Österreich) ist ein österreichischer Informatiker und Gründer des Forschungszentrums VRVis. Von 1988 bis 2021 war er Professor an der TU Wien und arbeitete vorrangig in den Bereichen Computergrafik und Visualisierung.

## Leben
Werner Purgathofer ist das erste Kind von Ingrid und Alois Purgathofer und wuchs in Wien und in den USA auf. Nach dem Studium der Technischen Mathematik promovierte er 1984 an der TU Wien bei Wilhelm Barth. 1988 wurde er Universitätsprofessor an der TU Wien, und von 1999 bis 2019 war er Institutsvorstand des Institutes für Computergraphik und Algorithmen (ab 2018 Institut für Visual Computing and Human-Centered Technology). 2000 war er der maßgebliche Betreiber zur Gründung des Kompetenzzentrums VRVis für Virtual Reality und Visualisierung, dessen wissenschaftlicher Leiter er bis Ende 2020 war. Daneben war er jahrzehntelang in der Europäischen Gesellschaft für Computergraphik Eurographics aktiv, deren Leitung er 2013 und 2014 innehatte, und bei der er seit 2015 Chairman der Fellows ist.
Werner Purgathofer ist verheiratet und hat drei Kinder. Sein Bruder Peter Purgathofer (* 1963) ist außerordentlicher Professor am gleichen Institut für Visual Computing and Human-Centered Technology der TU Wien.

## Ehrungen und Auszeichnungen
- 1997 Fellow der European Association for Computer Graphics Eurographics
- 2003 Mitglied der European Academy of Sciences
- 2006 “Distinguished Career Award” der Eurographics
- 2010 Ehrendoktorwürde der TU Iaşi, Rumänien
- 2017 Gold Medal der Eurographics
- 2017 Titel „Gastprofessor“ an der Hebei University of Technology in Tianjin, China
- 2021 Honorary Fellow der Eurographics

## Schriften (Auswahl)
- „Graphische Datenverarbeitung“. Springer-Verlag, Wien – New York, 201 S., 1985.
- “A Statistical Method for Adaptive Stochastic Sampling”. In Proceedings of EUROGRAPHICS'86 (Ed. C. Vandoni), Elsevier Science Publishers, S. 145–152, 382–383, August 1986.
- mit Michael Gervautz: “A simple Method for Color Quantization: Octree Quantization”. In New Trends in Computer Graphics, pp.219-231, Springer-Verlag, Berlin, 1988.
- mit Robert F. Tobler und Manfred Geiler: “Forced Random Dithering: Improved Threshold Matrices for Ordered Dithering”. In Proceedings of 1st IEEE International Conference on Image Processing, Austin, Texas, November 1994.